# Burebista
Burebista (a veces escrito como Birebistas o Berebistas, nombre en griego antiguo: Βυρεβίστας, Βοιρεβίστας) fue un rey de los getas y los dacios, que erigió un extenso aunque breve imperio en las tierras del Danubio entre los años 82 y 44 a. C., unificando estas tribus por primera vez. Dirigió saqueos y redadas de conquista a través de la zona central y el sudeste de Europa, subyugando a la mayoría de las tribus vecinas. Después de su asesinato en un golpe de palacio, su imperio fue dividido en Estados más pequeños.

## Desarrollo de la política de Burebista

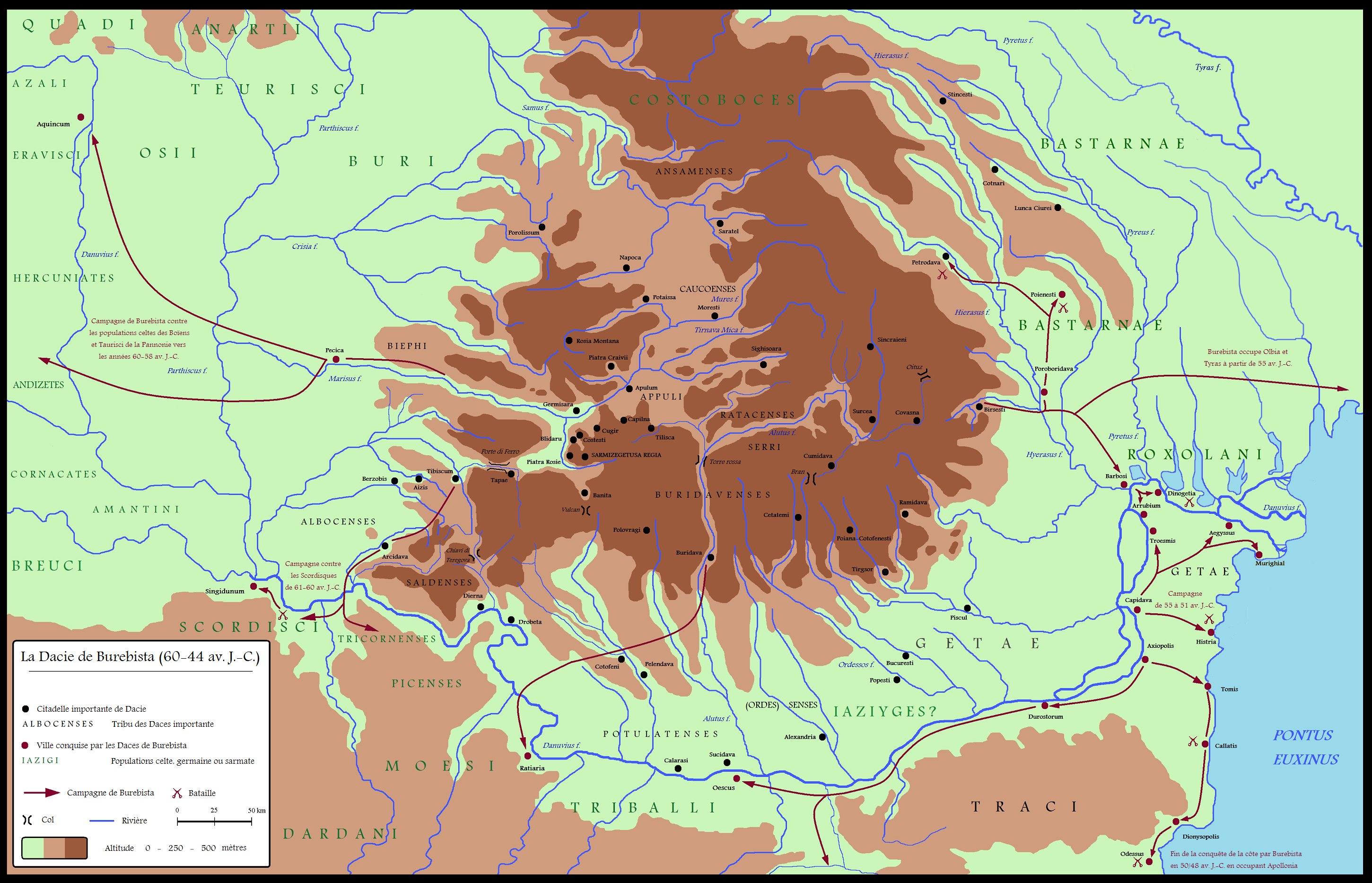
Mapa del territorio durante las campañas de Burebista

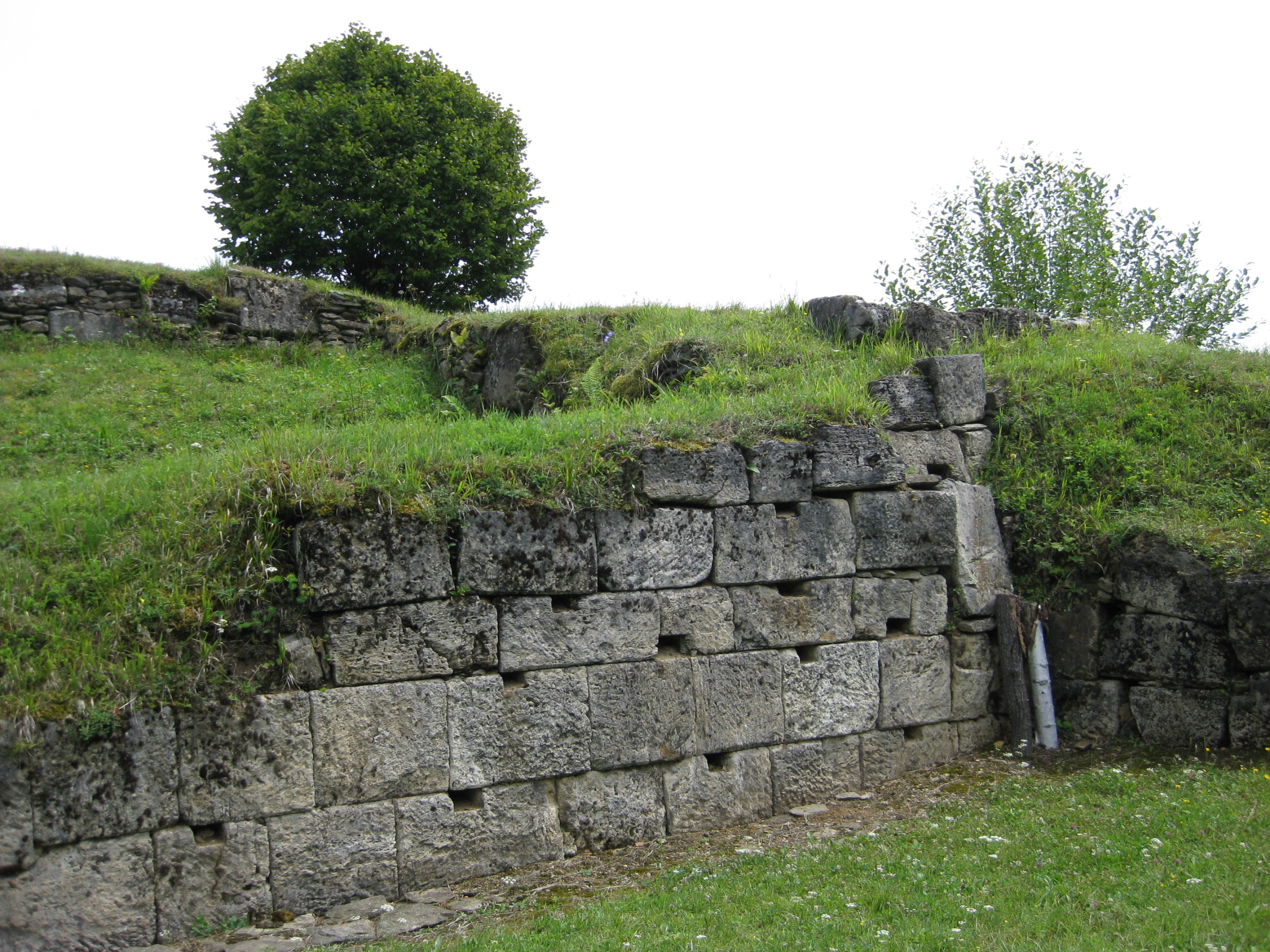
Muros de la fortaleza de Blidaru (Distrito de Hunedoara, Rumanía), construido durante el reino de Burebista

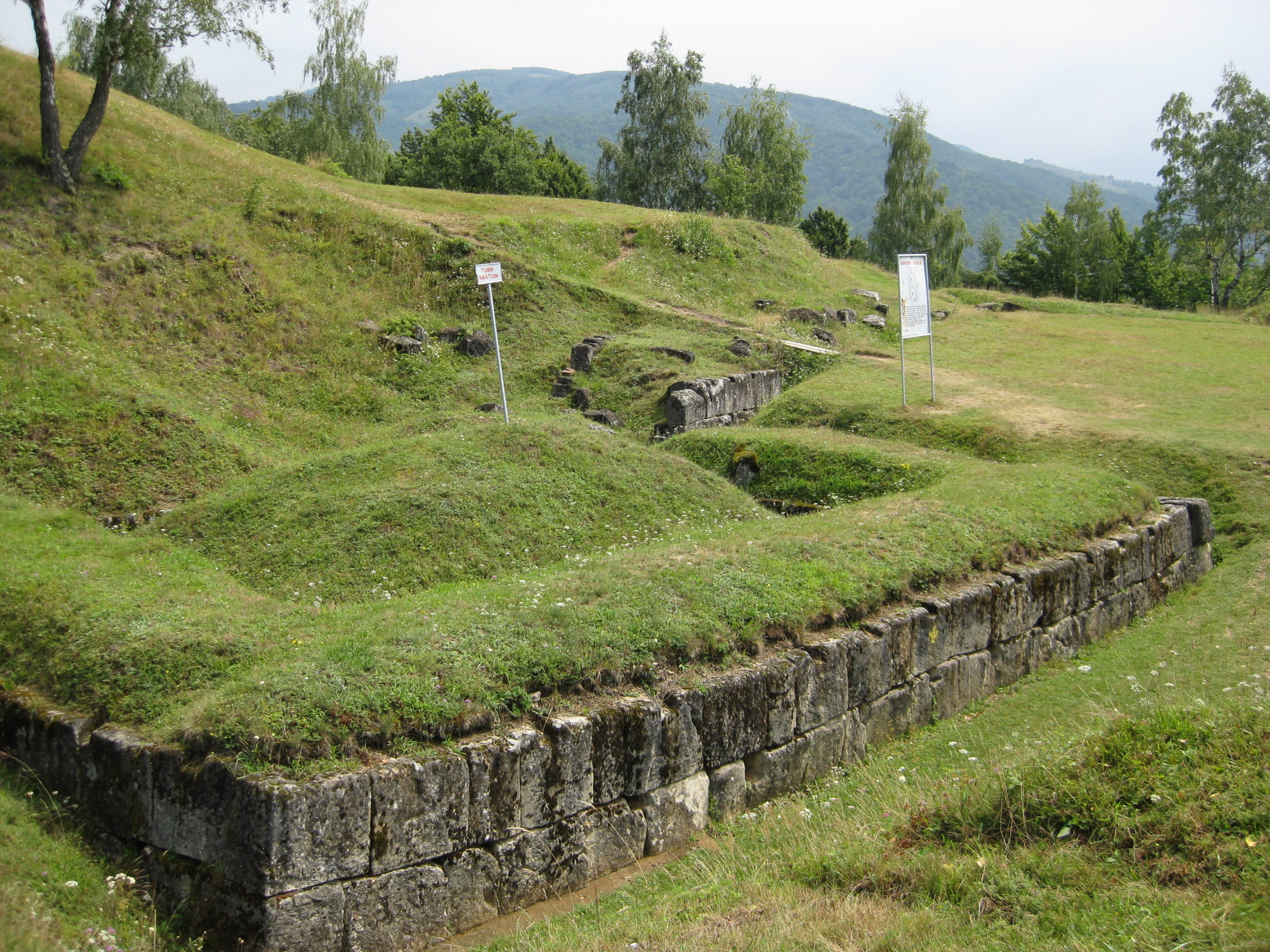
Murallas de la fortaleza de Costeşti

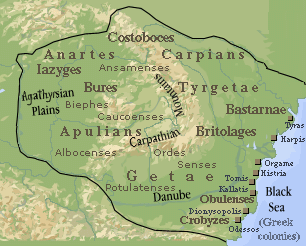
El reino dacio en la época de Burebista.

## Legado

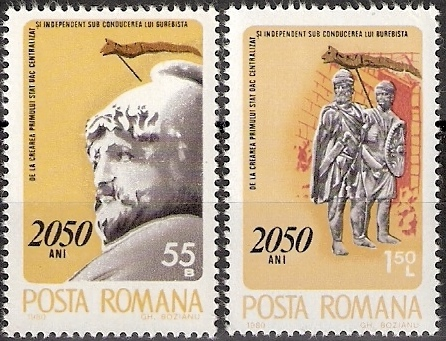
Sello de Rumania de 1980, etiquetado «2050 años de la creación del primer estado centralizado e independiente Dacio bajo la jefatura de Burebista»